# フランシス・バレット

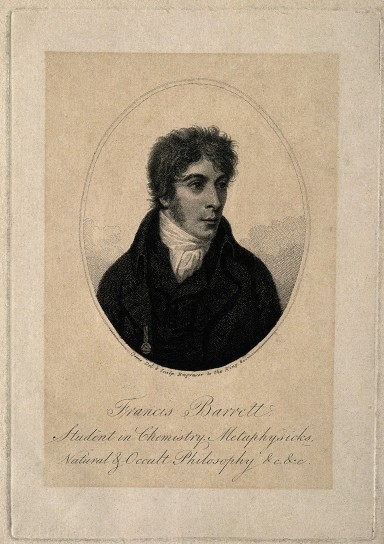
『秘術師』（1801年）の著者であるフランシス・バレットの肖像

フランシス・バレット（Francis Barrett、1770年から1780年頃 - 1802年以降）は、イギリスのオカルティスト。

## 生い立ち
イギリス人のバレットは、自分が化学、形而上学、自然オカルト哲学の学者だと主張した。彼は極度の奇人として知られており、アパートで魔術のレッスンを行い、カバラやその他の古文書をドイツ語から英語に翻訳した。伝記作家のフランシス・X・キングによると、バレットの両親は1772年9月29日にセント・マーティン・イン・ザ・フィールズで結婚した控えめな人々だった。

## 『秘術師』
バレットはオカルティズムに傾倒し、『秘術師』（The Magus）という魔術の教本を出版した。